# Hall of Fame Tennis Championships 1977
L'Hall of Fame Tennis Championships 1977 è stato un torneo di tennis giocato sull'erba dell'International Tennis Hall of Fame di Newport negli Stati Uniti. È stata la 2ª edizione del torneo che fa parte del Colgate-Palmolive Grand Prix 1977. Il torneo si è giocato dal 4 al 10 luglio 1977.

## Campioni

### Singolare maschile
Tim Gullikson ha battuto in finale  Hank Pfister con il punteggio di 6–4, 6–4, 5–7, 6–2

### Doppio maschile
Ismail El Shafei /  Brian Fairlie hanno battuto in finale  Tim Gullikson /  Tom Gullikson con il punteggio di 6–7, 6–3, 7–6